# Roland Müller (Politiker)
Roland Müller (* 26. Oktober 1962; heimatberechtigt in Untersiggenthal) ist ein Schweizer Politiker (Grüne).

## Leben
Roland Müller ist als Lehrbeauftragter für Polygrafie am Gewerblichen Bildungszentrum in Weinfelden tätig. Er lebt in Neuhausen am Rheinfall.

## Politik
Roland Müller rückte im Oktober 2021 für die zurückgetretene Aline Iff in den Einwohnerrat (Legislative) von Neuhausen am Rheinfall nach.
Roland Müller ist seit 2017 Mitglied des Kantonsrates des Kantons Schaffhausen. Er ist als Stimmenzähler Mitglied des Ratsbüros.
Roland Müller übernahm 2017 gemeinsam mit Stefan Bruderer das Co-Präsidium der Ökoliberalen Bewegung Schaffhausen ÖBS, der Vorgängerorganisation der Grünen Partei Schaffhausen. Er ist Kantonalpräsident der Grünen Schaffhausen, Vorstandsmitglied der Grünen Schweiz, Schulvertreter der Berufs- und Qualitätsentwicklungskommission sowie Mitglied der Fachkommission Swiss-designer-schools in Bern.